# Zunftstube
Le  est un bâtiment situé dans la vieille-ville d'Aarau, en Suisse. Situé au 19 de la Pelzgasse, il a servi de siège temporaire pour les autorités municipales ; il accueille aujourd'hui un restaurant.

## Histoire
L'année exacte de la construction du bâtiment n'est pas connue, mais remonte probablement à la fin du XVIIe siècle. En 1798, alors qu'Aarau était temporairement devenue la capitale de la République helvétique, il devient le siège de la mairie, le bâtiment municipal ayant été mis à disposition du gouvernement républicain puis du gouvernement et du parlement cantonal. En 1819, à la suite de la construction du nouveau parlement, les autorités purent reprendre possession de l'ancienne mairie.
Dès 1828, le bâtiment est une auberge ; il prend son nom de , inspiré par les représentations picturales intérieures des guildes de la ville, en 1890. Aujourd'hui, c'est un restaurent mexicain qui occupe les lieux. Le bâtiment est inscrit  comme bien culturel d'importance nationale.

## Architecture
Le bâtiment de quatre étages est situé au sud-est de la vieille ville et a été construit dans le style gothique tardif. Un toit mansardé avec des lucarnes surplombe les maisons environnantes et sert de point de mire. Les fenêtres et la porte sont surplombées de pignons triangulaires.

## Référence
1. ↑  (de) « DSI-AAR065 Pelzgasse 19, Restaurant Zunftstube, 17. Jh. (Dossier (Denkmalschutzinventar)) », sur dpag.ch (consulté le 21 mai 2014)
2. ↑  (de) « Restaurant/Bar El Camino », sur elcamino-aarau.ch (consulté le 21 mai 2014)
3. ↑  [PDF] L'inventaire édité par la confédération suisse, canton d'Argovie

## Source
- (de) Cet article est partiellement ou en totalité issu de l’article de Wikipédia en allemand intitulé « Zunftstube (Aarau) » (voir la liste des auteurs).